# ديفيد مارتن (لاعب كرة قدم أمريكية)
ديفيد مارتن (بالإنجليزية: David Martin)‏ هو لاعب كرة قدم أمريكية أمريكي، ولد في 13 مارس 1979 في فورت كامبل في الولايات المتحدة.

## وصلات خارجية
- دايفيد مارتن على موقع مرجع كرة القدم المحترفة.كوم (الإنجليزية)